# Vía Colectora Daule-T de Baba
La Vía Colectora Daule-T de Baba (E485) es una vía secundaria de sentido oeste-este ubicada en las provincias de Guayas y Los Ríos. Esta se inicia en la Vía Colectora Guayaquil-El Empalme (E48) a la altura de la localidad de Daule en la provincia de Guayas. A partir de Daule, la colectora se extiende en sentido oriental hasta llegar a la localidad de Salitre también en la provincia de Guayas. Aproximadamente a mitad de camino entre Daule y Salitre, la Vía Colectora Daule-T de Baba (E485) interseca al término norte de la Vía Colectora Aurora-T de Salitre (E486). Posteriormente a Salitre, la colectora cruza la frontera interprovincial Guayas/Los Ríos. Una vez en la provincia de Los Ríos, la colectora pasa por la localidad de Baba. La vía finalmente termina al desembocar en la Troncal de la Costa (E25) unos pocos kilómetros al norte de la ciudad de Babahoyo.

## Localidades Destacables
De Oeste a Este:
- Daule, Guayas
- Baba, Los Ríos
- Babahoyo, Los Ríos

- Datos: Q2894240